# Too Like the Lightning
Too Like the Lightning é o primeiro romance da tetralogia de ficção científica Terra Ignota, escrito pela autora norte-americana Ada Palmer. Foi publicado a 10 de maio de 2016. As suas sequências são Seven Surrenders (2017), The Will to Battle (2017) e Maybe the Stars (2021). O livro ganhou o Prêmio Compton Crook de 2017, foi finalista do Prêmio Hugo de Melhor Romance de 2017 e do Prêmio Memorial James Tiptree Jr.
Too Like the Lightning assume-se como um livro de memórias fictício escrito pelo narrador confesso e não confiável Mycroft Canner, um criminoso brilhante, infame e em liberdade condicional, que muitas vezes trabalha para os líderes mais poderosos do mundo, tendo sido contratado para escrever a "história" que a série apresenta.

## Sinopse
Ambientado no ano de 2454, a tecnologia avançada levou ao advento de uma era de ouro quase utópica, vivendo-se centenas de séculos de paz e prosperidade. No entanto, ainda existem tensões entre grupos políticos.
Mycroft frequenta a casa Saneer-Weeksbooth, onde um importante documento roubado foi plantado. O mistério do porquê e por quem serve como ponto focal que atrai muitos personagens, competindo pelo poder global e pela paz. Enquanto isso, Mycroft tenta proteger e esconder uma criança chamada Bridger, que tem o poder de tornar o irreal real.

## Contexto
Em vez de nações geográficas, as pessoas podem aderir voluntariamente aos Hives (Colmeias) com base nos seus valores ou permanecer sem uma, escolhendo apenas um conjunto mínimo de leis para co-existir em harmonia. Existem sete Colmeias: os Humanistas que valorizam os objetivos e conquistas; Primos, filantropia; Maçons, lógica; Górdios, inteligência; Europa, identidade nacional; Mitsubishi, terrenos e negócios; e Utópicos, o futuro. Existem três grupos de Hiveless (Sem Colmeias), cada seguindor das leis Branca, Cinza e Negra. Cada Colmeia tem a sua própria capital, forma de governo e idioma preferido. Todos são representantes designados no Senado da Aliança Livre Universal.
Por padrão, quase todos os personagens usam uma linguagem de gênero neutro, sendo "they" o pronome predominante usado. Mycroft, o narrador principal, considera opressiva a obsessão do seu mundo pela neutralidade de gênero, utilizando pronomes de gênero para se referir a outros personagens sem no entanto aplicá-los de forma linear, como, por exemplo, Chagatai, um dos personagens, referido como "ela/dela" por causa da sua força feroz, semelhante à de uma leoa. O autor explicou que Mycroft frequentemente "faz mau uso" de pronomes de gênero, variando os termos, assim como as pessoas na vida real muitas vezes cometem erros ao usar pronomes de gênero neutro.

## Personagens
Para uma lista completa dos personagens do quarteto, veja o artigo principal de Terra Ignota.
- Mycroft Canner: um polímata brilhante e infame criminoso condenado. Cumpre a sua pena como militar, trabalha para muitos dos líderes mundiais mais poderosos e protege Bridger secretamente. É caracterizado como magro e curvado, com cabelo encaracolado e longo, membros reconstruídos, cicatrizes distintas e pele ligeiramente escura. Usa um chapéu redondo e disforme. 31 anos de idade. De ascendência grega.
- Bridger: um menino de 13 anos que pode "milagrar" brinquedos ou objetos representativos para se tornarem reais. Pele clara com cabelos castanhos aloirados.
- Major: o líder dos soldadinhos de brinquedo trazidos à vida por Bridger.
- Tenente Aimer: tenente do major e segundo no comando dos soldadinhos de brinquedo.
- Croucher: um soldadinho de brinquedo que sempre discorda e questiona as pessoas ao seu redor.
- Outros soldados de brinquedo: Private Pointer, Looker, Crawler, Medic, Stander Yellow, Stander Green, Nogun e Nostand.
- Mommadoll: uma boneca animada que cozinha e cuida de Bridger e dos soldados.

### Colmeia Primos
- Carlyle Foster: um sensayer (conselheiro espiritual). Torna-se um guia espiritual e ético para Bridger. Loira e magra, 31 anos, de ascendência europeia. São lhe atribuidos os pronomes ele/ele e ela/ela em diferentes períodos da narrativa.
- Bryar Kosala: Presidente da Colmeia de Primos. Alta e imperiosa, mas profundamente gentil. Esposa de Vivien Ancelet. De ascendência indiana.

### Colmeia Europeia
- Isabel Carlos II, também conhecida como Espanha: Rainha de Espanha e ex-Primeira Ministra da Colmeia Europeia. 59 anos, cabelos quase pretos. De ascendência espanhola e chinesa.
- Julia Doria-Pamphili: Chefe do Conclave dos Sensayers, também conhecida como Pontifex Maxima (alta sacerdotisa). Vocateur especializada em intensas sessões one-shot e sensayer nomeada pelo tribunal de Mycroft. Expressa um gênero distintamente feminino. De ascendência italiana.
- Ektor Carlyle 'Papa' Papadelias: Comissário Geral Romanovan. Obcecado pelos detalhes do caso de Mycroft. 102 anos. De ascendência grega.

### Colmeia Górdia
- Felix Faust: Diretor do Brillist Institute e Gordian Hive. 78 anos com uma natureza voyeurista, brincalhona e sarcástica. De ascendência europeia.

### Sem Colmeia
- Jeovah Epicurus Donatien D'Arouet "JEDD" Mason: Tribuno Graylaw, Familiaris Candidus e co-líder sombra de cada Colmeia. Veste roupas pretas do século XVIII. Outros nomes/títulos usados incluem: Jed, Tai-Kun, Xiao Hei Wang, Jagmohan, TM, Mike, Porphyrogene, '' Aναξ ( Anax ). 21 anos.
- Dominic Seneschal, também conhecido como Canis Domini, Cão do Senhor: investigador poli-direito, sensayer e valete pessoal de JEDD Mason. Um Blacklaw com estilo agressivo: cabelos castanhos presos num rabo de cavalo com fita, roupas europeias totalmente pretas do século XVIII e um florete. Intensamente masculino na expressão de gênero.
- Gibraltar Chagatai: chef e governanta de JEDD Mason. De ascendência mongol.
- Vivien Ancelet: nomeada vitalícia como Censora (mestre do censo) de Romanova. Esposa de Bryar Kosala. Usa dreadlocks pelos ombros. De ascendência francesa e africana.
- Anônimo, também conhecido como Conde Déguisé: comentador político extremamente respeitado. Não é membro de qualquer Hive. Eleito vice-presidente da Colmeia Humanista por procuração.
- "Madame" Joyce Faust D'Arouet: mãe biológica de JEDD Mason e senhora do Gendered Sex Club. Lei Negra. Usa uma grande peruca branca, vestidos elaborados, muitas pedras preciosas e maquiagem de boneca.
- Saladino: ba'sib, amante e cúmplice secreto de Mycroft. Considerado morto desde a infância por todos, exceto Mycroft. Usa o casaco utópico de Apollo Mojave, cheio de armas. De ascendência grega.
- Tully Mardi/Mojave: último Mardi sobrevivente, escondido pelos Utópicos em Luna City, na Lua, durante treze anos desde a onda de assassinatos. Graylaw Sem Colmeia. Alto e dependente de muletas por ter crescido em baixa gravidade. Nove anos mais novo que Mycroft.

### Colmeia Humanista
- Ganymede Jean-Louis de la Trémouïlle: Duque Presidente da Colmeia Humanista. Irmão de Danaë Marie-Anne de la Trémouïlle. Usa trajes ostentosos do século XVIII. Olhos azuis e cabelos dourados pelos ombros. De ascendência francesa.

#### Família Saneer-Weeksbooth
- Ockham Prospero Saneer: o líder dos Saneer-Weeksbooth. Bastante musculado e cavalheiresco, Ockham possui o direito extremamente raro de usar força letal. As suas botas, típicas da Colmeia Humanista, são de aço e couro. De ascendência indígena e possivelmente mestiça.
- Thisbe Ottila Saneer: protetora secreta de Bridger e bruxa. Além de ajudá-la a dirigir os carros, Thisbe é uma premiada criadora de "smelltrack" para filmes. Cabelos negros, pele escura e confiante. As suas botas humanistas retratam uma paisagem montanhosa de pincel. De ascendência indígena e possivelmente mestiça.
- Ojiro Cardigan Sniper: Segundo no comando dos Saneer-Weeksbooths, um atleta mundialmente famoso, artista performático, modelo e boneca viva profissional. Sniper é gênero fluido e intersexo, mas Mycroft atribui os pronomes 'ele' em comparação com os seus rivais, Ockham e Ganimedes. As botas humanistas de Sniper são de couro com listras metálicas para suas medalhas olímpicas. De ascendência japonesa, europeia e sul-americana.
- Cato Weeksbooth: um professor de ciências instável. Voluntário no Museu de Ciência e Indústria (Chicago), ensina crianças. As suas botas humanistas são feitas de Griffincloth e exibem diversas anatomias internas dos pés. De ascendência chinesa.
- Eureka Weeksbooth: um conjunto cartesiano que faz interface direta com os dados do sistema do carro por meio de visão, som, olfato, tato, temperatura e paladar. De ascendência chinesa.
- Lesley Juniper Sniper Saneer: adotada pelos Saneer-Weeksbooths após a sua família morrer num acidente de carro voador. Uma rabiscador compulsivo. Esposa de Ockham. Energética, com cabelos pretos cacheados. As suas botas humanistas são feitas de tela, na qual os rabiscos mudam todos os dias. De ascendência chinesa e africana.

### Colmeia Maçônica
- Cornel MASON: Imperador. De cabelos negros e pele bronzeada, usa um terno de peito quadrado num tom exclusivo de cinza ferro. A sua manga direita preta indica direito exclusivo de ordenar a execução. Usa um pé esquerdo protético, tendo o original sido removido durante o Teste Maçônico do Sucessor.
- Mycroft 'Martin' Guildbreaker: Um investigador poli-direito de Romanova e ministro de JEDD Mason. A Familiaris Regni e Nepos, um membro do círculo íntimo do Imperador e sujeito absoluto de seu testamento. O primeiro participante permanente do Annus Dialogorum, o rito maçônico de argumentação lógica. 32 anos. De ascendência persa.

### Colmeia Mitsubishi
- Hotaka Andō Mitsubishi: Diretor Chefe da Diretoria Executiva da Mitsubishi, marido de Danaë Marie-Anne de la Trémouïlle. De ascendência japonesa.
- Danaë Marie-Anne de la Trémouïlle Mitsubishi: Reconhecida pela sua beleza mundialmente, é uma adepta da manipulação social e do interrogatório gentil. Nomeada em homenagem a Danaë da mitologia grega. Cabelos loiros e olhos azuis. Intensamente e expressivamente feminina. De ascendência francesa.
- Tsuneo Sugiyama: Repórter aposentado do jornal Black Sakura ; escritor da lista Seven-Ten original. 89 anos. De ascendência japonesa.
- Masami Mitsubishi: Um dos dez ba'kids adotados por Andō e Danaë. Estagiário da Black Sakura, escritor da falsa lista Seven-Ten. De pele escura, descendente de japoneses Ainu.
- Toshi Mitsubishi: Um dos dez ba'kids adotados por Andō e Danaë. Um analista do escritório do Censor. Graylaw Sem Colmeia. Usa o cabelo com muitas pequenas mechas e uma insígnia da nação japonesa. De ascendência africana e europeia.

### Colmeia Utópica
- Aldrin Bester: Um investigador utópico, usa um casaco que representa uma cidade espacial. Um Familiaris Candidus, pertencente ao círculo íntimo do Imperador, mas não sujeito aos seus poderes capitais. Nomeado em homenagem ao astronauta Buzz Aldrin e ao autor de ficção científica Alfred Bester .
- Voltaire Seldon: Um investigador utópico, usa um casaco representando ruínas pantanosas. Um Familiaris Candidus, pertencente ao círculo íntimo do Imperador, mas não sujeito aos seus poderes capitais. Nomeado em homenagem ao filósofo Voltaire e ao economista Arthur Seldon .
- Apollo Mojave: Utópico. Nomeado em homenagem ao deus grego Apolo e ao porto espacial de Mojave .[3] Cabelos dourados. Quinze anos mais velho que Mycroft.

## Recepção
A NPR qualifica o livro como "enlouquecedor, majestoso, ambicioso" e a construção do mundo como um "feito emocionante", mas deplorou o final abrupto. A New York Review of Science Fiction compara o narrador com Alex de A Clockwork Orange. Cory Doctorow, do Boing Boing, escreveu que era “mais complexo, mais plausível, mais significativo do que qualquer estreia que me lembre." Liz Bourke, do Tor.com, escreveu que é "autoconsciente, perversamente elegante e inebriantemente inteligente".
Paul Kincaid em Strange Horizons ficou decepcionado com o tratamento de gênero em Too Like the Lightning, deplorando o abandono direto por parte do narrador, preferindo o estilo em Ancillary Justice. Considera, no entanto, que os conceitos do livro têm potencial para ser "uma das obras mais significativas da ficção científica contemporânea", mas não conseguem "[viver] à altura de suas aspirações".

## Prêmios
Too Like the Lightning foi finalista do Prêmio Hugo de Melhor Romance de 2017, e venceu o Prêmio Compton Crook de 2017 de Melhor Primeiro Romance do gênero publicado no ano anterior. Foi selecionado para a lista de honras do Prêmio James Tiptree Jr. de 2016 e indicado para o Goodreads Choice Award de Melhor Romance de Ficção Científica, o Chicago Review of Books Award de Melhor Romance de Estreia, o World Technology Award for Arts e o Romantic Times Reviewers' Choice Award de Melhor Romance de Ficção Científica.